# Черны, Ольдржих
Ольдржих Черны (чеш. Oldřich Černý; 17 июня 1946, Прага — 31 марта 2012, Прага) — чешский детский писатель, драматург и переводчик, филолог. Государственный деятель, сотрудник сил государственной безопасности, эксперт по международным отношениям, общеевропейской внешней политике и политике безопасности. После Бархатной революции — первый руководитель чешской службы внешней разведки.

## Биография
Изучал английскую и чешскую филологию в пражском Карловом университете. До 1989 года — переводчик американской и британской фантастики, продюсер дубляжа (1980—1989), театральный драматург (1978—1980), редактор книг для детей и юношества в издательстве Albatros (1971—1978).

## Творчество
Автор серии иллюстрированных познавательных книжек для маленьких детей. Написал сценарий телевизионного фильма «Plácek» (1978). Создал чешские субтитры к мультфильму «Жёлтая подводная лодка», переводил и дублировал диалоги к фильмам «Три дня Кондора», «Индиана Джонс и храм судьбы», «Терминатор», «Честь семьи Прицци» и др.
В 1990—1993 годах благодаря хорошему знанию английского языка, был советником президента Вацлава Гавела по вопросам национальной безопасности, в 1993—1998 — руководитель Управления по внешним связям и информации (Чешская служба разведки), с 1999 года — исполнительный директор Фонда Форума 2000, который организует ежегодные осенние конференции, проводимые в Праге, и директор гражданской разведывательной службы Института внешних контактов и информации.

## Награды
- Орден Томаша Гаррига Масарика 3 класса (1999)[7].